# أشتيانة (عقدا)
أشتیانة (بالفارسية: اشتیانه) هي قرية تقع في إيران في قسم عقدا الريفي.